# Карпати (видавництво)
«Карпа́ти» — багатопрофільне видавництво в місті Ужгород. Провідне видавництво Закарпаття. Засноване 1945 року.

## Історія
Засноване 1945 року в Ужгороді як Закарпатське книжково-журнальне видавництво; з 1951 — Закарпатське обласне книжково-журнальне видавництво; з 1964 року — республіканське видавництво «Карпати». Видає переважно твори письменників Закарпатської, Івано-Франківської та Чернівецької областей.
Спільно зі львівським видавництвом «Каменяр» з 1979 року випускало бібліотеку «Карпати». Співпрацювало з рядом видавництв з Угорщини, видавництвом імені Мадача (Братислава), Східно-Словацьким видавництвом (Кошиці).

## Твори
На рахунку «Карпат», зокрема видання дебютних творів багатьох письменників Закарпаття, Буковини і Прикарпаття: «Вибрані поезії» Дмитра Вакарова, «Верховинська поема», «Сонце над Тисою» Юрія Гойди, роман «Повінь» Федора Потушняка, повісті «Наша сім'я» Михайла Томчанія, «Чайки летять на схід» Івана Чендея, «Новий день» Юрія Мейгеша, збірки поезій Анатолія Афанасьєва та ін.
Також тут видано збірку Тетяни Грицан «Карпатський гонор», Володимира Ладижця «Сонечко в колисці», довідкове видання «Земля, наближена до неба» присвячене проблемам охорони довкілля та ін.

## Перелік білінгвальних видань
Тарас Шевченко. «Кобзар»: Поезії / Переклади Л. Балли, А. Гідаша. - Ужгород: "Карпати", 2005